# بخش اینژاوینسکی
بخش اینژاوینسکی (به لاتین: Inzhavinsky District) یک سکونتگاه مسکونی در روسیه است که در استان تامبوف واقع شده‌است.